# Hong Hyun-seok
Hong Hyun-seok (kor. 홍현석; ur. 16 czerwca 1999 w Seulu) – południowokoreański piłkarz, występujący na pozycji pomocnika w belgijskim klubie KAA Gent. 11-krotny reprezentant Korei Południowej. Uczestnik Pucharu Azji 2023.

## Statystyki

### Klubowe
Na podstawie:
| Klub               | Sezonów | Liga            | Liga  | Liga   | Puchar krajowy | Puchar krajowy | Kontynentalne | Kontynentalne | Suma  | Suma   |
| Klub               | Sezonów | Liga            | Mecze | Bramki | Mecze          | Bramki         | Mecze         | Bramki        | Mecze | Bramki |
| ------------------ | ------- | --------------- | ----- | ------ | -------------- | -------------- | ------------- | ------------- | ----- | ------ |
| Ulsan Hyundai      | –       | K League 1      | 0     | 0      | 0              | 0              | –             | –             | 0     | 0      |
| SpVgg Unterhaching | 1       | 3. Fußball-Liga | 7     | 0      | 3              | 0              | –             | –             | 10    | 0      |
| FC Juniors OÖ      | 2       | 2. Liga         | 52    | 2      | 2              | 0              | –             | –             | 54    | 2      |
| LASK Linz          | 2       | ÖFB Bundesliga  | 27    | 0      | 5              | 0              | 12            | 1             | 44    | 1      |
| KAA Gent           | 2       | Eerste klasse A | 58    | 10     | 5              | 3              | 25            | 2             | 88    | 15     |
|                    | Łącznie | Łącznie         | 144   | 12     | 15             | 3              | 37            | 3             | 196   | 18     |

### Reprezentacyjne
Na podstawie:
| Mecze i gole w reprezentacji podczas Pucharu Azji 2023 | Mecze i gole w reprezentacji podczas Pucharu Azji 2023 | Mecze i gole w reprezentacji podczas Pucharu Azji 2023 | Mecze i gole w reprezentacji podczas Pucharu Azji 2023 | Mecze i gole w reprezentacji podczas Pucharu Azji 2023 | Mecze i gole w reprezentacji podczas Pucharu Azji 2023 | Mecze i gole w reprezentacji podczas Pucharu Azji 2023 | Mecze i gole w reprezentacji podczas Pucharu Azji 2023 |
| Lp.                                                    | Data                                                   | Miasto                                                 | Przeciwnik                                             | Wynik                                                  | Gole                                                   | Inne                                                   | Faza rozgrywek                                         |
| ------------------------------------------------------ | ------------------------------------------------------ | ------------------------------------------------------ | ------------------------------------------------------ | ------------------------------------------------------ | ------------------------------------------------------ | ------------------------------------------------------ | ------------------------------------------------------ |
| 1.                                                     | 15.01.2024                                             | Doha                                                   | Bahrajn                                                | 3:1 (1:0)                                              |                                                        |                                                        | Faza grupowa                                           |
| 2.                                                     | 20.01.2024                                             | Doha                                                   | Jordania                                               | 2:2 (1:2)                                              |                                                        |                                                        | Faza grupowa                                           |
| 3.                                                     | 25.01.2024                                             | Al-Wakra                                               | Malezja                                                | 3:3 (1:0)                                              |                                                        |                                                        | Faza grupowa                                           |
| 4.                                                     | 30.01.2024                                             | Ar-Rajjan                                              | Arabia Saudyjska                                       | 1:1 (k.2:4)                                            |                                                        |                                                        | 1/8 finału                                             |
| 5.                                                     | 02.02.2024                                             | Al-Wakra                                               | Australia                                              | 2:1 (0:1)                                              |                                                        |                                                        | Ćwierćfinał                                            |

## Sukcesy
Na podstawie:

### Reprezentacyjne
I miejsce na Igrzyskach Azjatyckich 2022